# Бои у Море
Бои у Море были одним из жесточайших сражений Рижской операции во время Второй мировой войны на территории Латвии. В ходе битвы 19-я дивизия Латышского легиона СС отражала попытки Красной армии прорваться к Риге, что позволило немецкой армии вывести войска из Эстонии.

## Предыстория
К осени 1944 года Красная армия заняла всю Латгалию, сконцентрировала войска в направлении Лубаны и направляла острие атакующих действий в направлении Рижского залива с целью отсечь части армии немецкой группировки Nord, которые находились в южной части Эстонии, а также рассечь 16-ю армию. Наступлению Красной армии сопротивлялась немецкая 18-я армия, в том числе 19-я дивизия Латышского легиона СС, сначала у озера Лубанас; затем, отступив в боях у Баркавы, Айвиексте и Ранки, отошла через Вецпиебалгу, Друсти, Сермукши, Скуйене, Нитауре и закрепилась у Море. 25 сентября 19-я дивизия легиона заняла Сигулдские оборонительные позиции, построенные в Моренской волости. На правом фланге размещался 44-й гренадерский полк СС, на левом — 42-й гренадерский полк СС. 43-й гренадерский полк СС был в резерве, размещён в районе Аллажи.

## Ход боёв
Наступление Красной армии в направлении Нитауре-Сигулдa-Саулкрасты-Рига 25 сентября 1944 года достигло Сигулдской оборонительной линии. В Моренской волости в окопах длиной 12 км расположились войска 19-й дивизии Латышского легиона СС. В течение 5 дней продолжались ожесточённые бои. Численное превосходство Красной армии достигало 10-кратного размера, в течение 2 суток атаки и ожесточённый ближний бой носили непрерывный характер.
26 сентября, после недолгой артиллерийской подготовки, при поддержке танков, в атаку двинулись 4 батальона Красной армии. Красноармейцам удалось ворваться в дома Мазратниеки и частично в окопы 1-й и 3-й рот 44-го полка легиона, однако в результате контратаки они были отброшены.
27 сентября 9 батальонов Красной армии были направлены на штурм позиций 3-й и 4-й рот 1-го батальона 44-го полка легиона в центре Море, атаку поддержали артиллерия, авиация и танки. Артиллерия обороняющихся испытывала недостаток боеприпасов, и это дало возможность красноармейцам ворваться на позиции у Мазратниеки 3 раза, но всё же каждый раз атаки были отбиты. Резервные роты I батальона легионеров понесли большие потери в контратаках, поэтому командир полка Густав Праудиньш запросил помощь. Около полудня подошли роты II батальона 43-го полка, с их помощью были отбиты ещё 3 атаки Красной армии. Далее со стороны Красной армии предпринималась попытка прорыва обороны с помощью танков, но за короткое время 4 танка были уничтожены, и больше танковые атаки не предпринимались.
28 сентября красноармейцам удалось ворваться на позиции у Мазратниеки и Мазканени и углубиться в лес, однако в результате быстрой контратаки место прорыва было блокировано и окружённое подразделение уничтожено. В этот же день 2 батальона Красной армии начали наступление в районе Мадлени — Картужи. Первый удар был отбит, но через несколько часов красноармейцы заняли позиции обороняющихся на протяжении 500 м в ширину и 250 м вглубь.
Утром 29 сентября I батальон 42-го полка легиона при поддержке 6 немецких ударных артиллерийских орудий контратакой ликвидировал прорыв.
На следующий день, 30 сентября, атаки ослабли и бои у Море закончились. Латышскому легиону удалось затруднить и задержать наступление Красной армии в направлении Риги. В ночь на 6 октября легион отступил от Сигулдской линии обороны и Красная армия, получив подкрепление, заняла оставленные позиции без боя.